# Zagórze (Obojna)
Zagórze – część wsi Obojna położona w Polsce,  w województwie podkarpackim, w powiecie stalowowolskim, w gminie Zaleszany.
W latach 1975–1998 Zagórze należało administracyjnie do województwa tarnobrzeskiego.